# The Open Group Architecture Framework

The Open Group Architecture Framework, également connu sous l'acronyme TOGAF, est un ensemble de concepts et un standard industriel couvrant le domaine des architectures informatiques d'entreprise.

## Histoire
TOGAF a été développé et est continuellement amélioré depuis le milieu des années 1990 par différentes personnes appartenant à un certain nombre de départements informatiques d'importantes sociétés, ainsi que par des fournisseurs de conseils ou de solutions informatiques. Ce travail est effectué par l'intermédiaire du forum des architectures de l'Open Group.
Des détails de ce forum ainsi que les plans d'évolution du standard dans l'année courante sont communiqués sur le site du forum architecture de l'Open Group.

## Description de l'architecture TOGAF

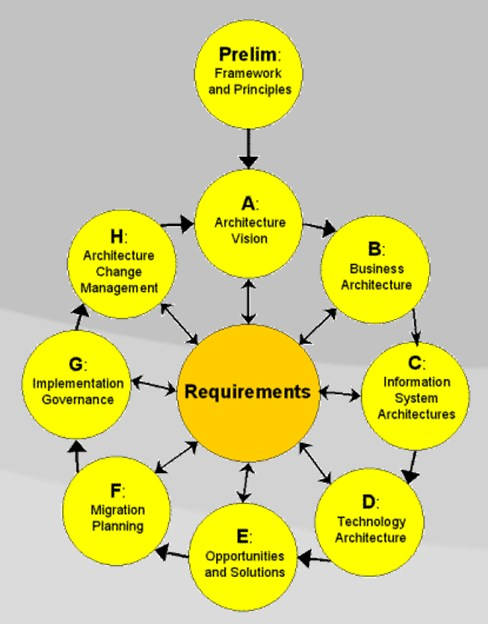
Le cycle ADM.

Le cadre d'Architecture TOGAF s'appuie sur trois concepts fondamentaux complémentaires qui viennent renforcer la capacité d’architecture de l’entreprise : le Cycle ADM, le Cadre de Contenu et le Cadre de Capacité.

### Cycle ADM
Le Cycle ADM, pour Architecture Development Method, constitue le cœur de la démarche TOGAF et délivre, sous la forme d’un processus cyclique, les bonnes pratiques pour développer l’Architecture d’Entreprise au centre d'une organisation. Axé sur les exigences, il est constitué d’une phase préliminaire puis de huit phases (nommées de A à H) permettant de construire l’architecture des domaines métiers, applications, données et techniques, de planifier son déploiement, de la mettre en œuvre et finalement, de gérer les changements à opérer.
- A : vision de l'architecture
- B : architecture business
- C : architecture des systèmes d'information
- D : architecture technologique
- E : opportunités et solutions
- F : planning de migration
- G : gestion de l'implémentation
- H : gestion du changement d'architecture.

### Cadre de Contenu
Au cours de l’exécution d’un cycle ADM, un certain nombre de sortants sont produits : processus, exigences d’architecture, plans de projets, etc. Le Cadre de Contenu (Architecture Content Framework ou ACF) fournit alors un métamodèle, offrant une classification standardisée de ces éléments. Ce métamodèle peut être formalisé par une ontologie, implémenté dans le domaine du web sémantique. L’objectif est de les structurer de façon cohérente en définissant des relations pour chacun d’entre eux, formant l’Architecture d’Entreprise.

### Cadre de Capacité
Pour mettre en place une fonction d’architecture au sein d’une entreprise, il est nécessaire de définir des structures, des processus, des rôles, des responsabilités et des compétences à mettre en œuvre, constituant la capacité de l’architecture. Le Cadre de Capacité propose un ensemble de recommandations pour aider à créer une telle fonction d’architecture. Autrement dit, le cadre de capacité vient guider une organisation à mettre en place ce qui est nécessaire pour réaliser l’Architecture d’Entreprise telle que définie par TOGAF.